# Чаоянмэнь

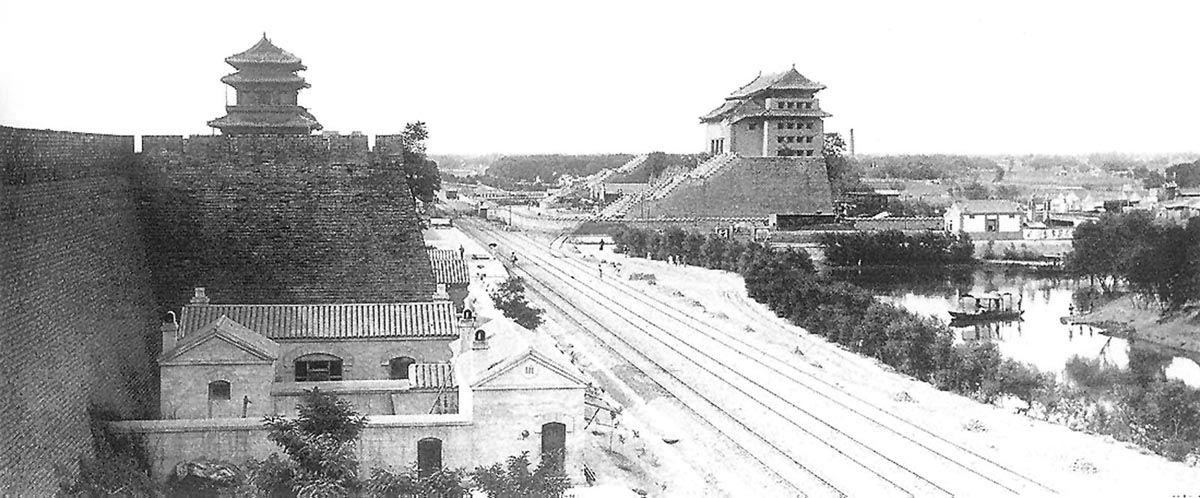
Ворота Чаоянмэнь и стрелковая башня в 1905 году

Чаоянмэнь (кит. упр. 朝阳门, пиньинь Cháoyángmén, букв. «Ворота, обращённые к солнцу») — название крепостных ворот в бывшей Пекинской крепостной стене. Комплекс укреплений представлял собой ворота с надвратной башней, и стрелковую башню. Ширина основной башни с воротами составляла 31 м, а глубина — 19 м; высота надвратной башни достигала 36 м. Барбакан имел ширину 68 м и глубину 62 м. С внутренней стороны находилась кумирня, посвящённая Гуань Юю.
Эти ворота существовали ещё в крепостной стене Ханбалыка, и назывались Цихуамэнь. После изгнания монголов ворота были переименованы в Чаоянмэнь, так как выходили прямо на восток и каждое утро встречали рассвет. Ворота Чаоянмэнь ещё называли «зерновыми воротами», так как через них провозили много зерна (при строительстве Великого канала очень близко к воротам подошла Тунхуэйхэ, и здесь было удобно разгружать баржи с зерном). В 1900 году во время штурма Пекина войсками восьми держав стрелковая башня была взорвана японцами; в 1903 была выстроена заново. В 1915 году, во время прокладки кольцевого рельсового пути вокруг городских стен был снесён барбакан. В 1953 году была снесена городская стена с воротами, а в 1958 — стрелковая башня.

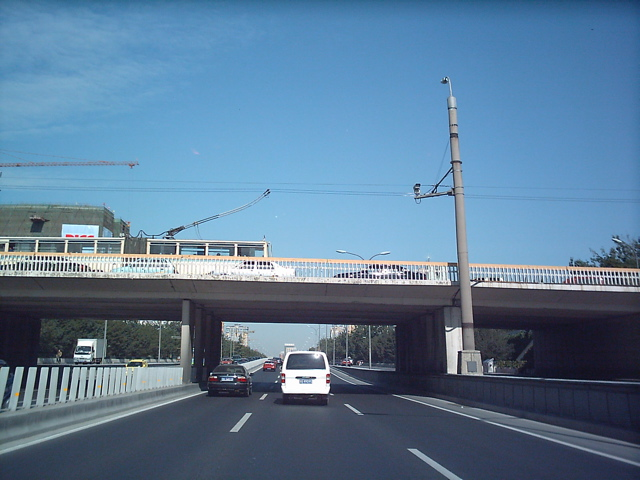
Чаоянмэньская эстакада

Впоследствии в этом месте была сооружена Чаоянмэньская эстакада, ставшая частью 2-й кольцевой дороги. От 2-го кольца внутрь города в этом месте идёт проспект Чаоянмэнь нэйдацзе («Проспект, идущий внутрь от Чаоянмэнь»), а кнаружи — Чаоянмэнь вайдацзе («Проспект, идущий кнаружи от Чаоянмэнь»). К востоку от эстакады начинается район Чаоян. К юго-востоку от эстакады расположено Министерство иностранных дел КНР. Здесь находится станция «Аньдинмэнь» Линии 2 Пекинского метрополитена.